# Stacy Sykora

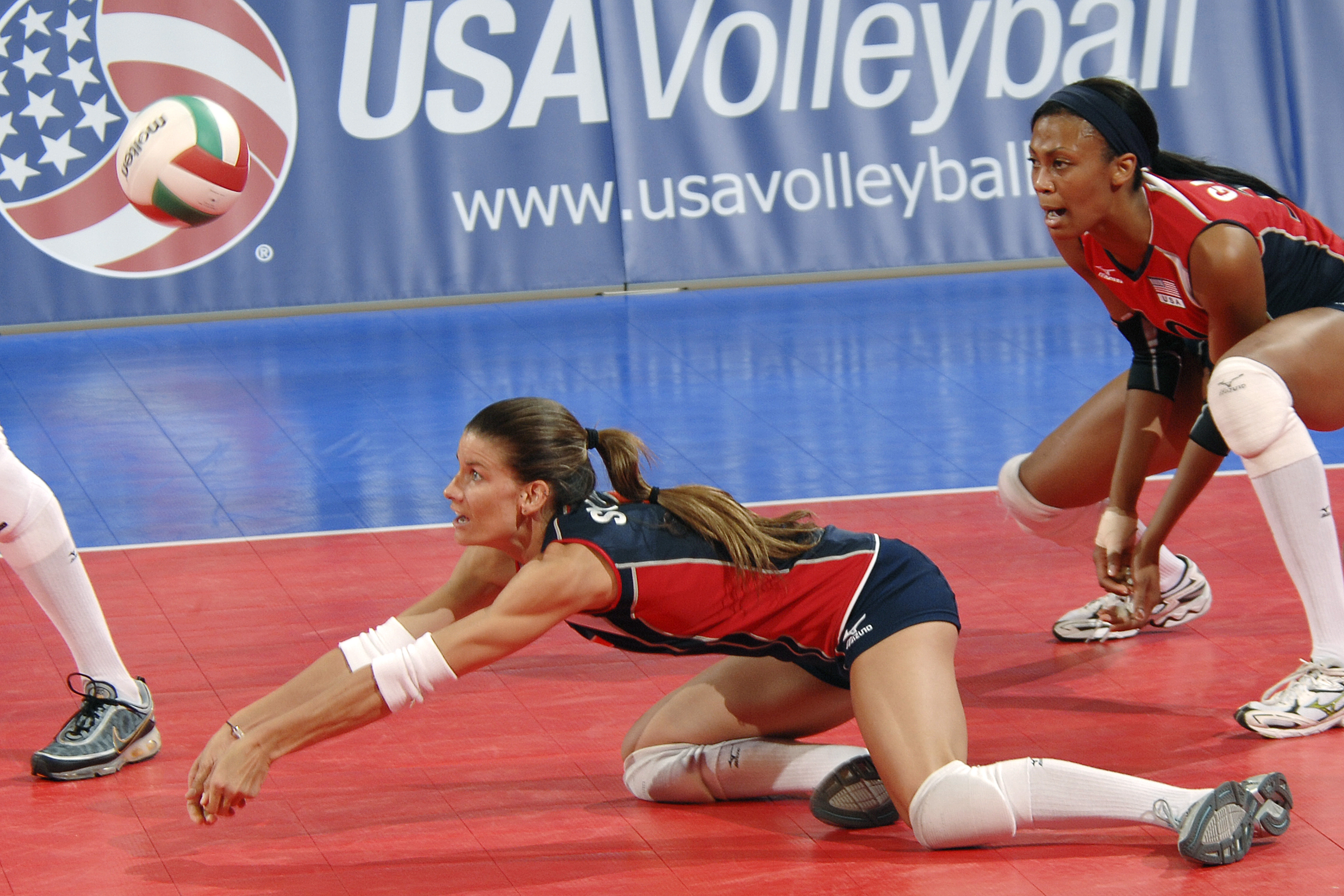
Stacy Sykora podczas meczu

Stacy Denise Sykora (ur. 24 czerwca 1977 w Fort Worth) – amerykańska siatkarka, reprezentantka kraju, grająca na pozycji libero. W 2002 roku zdobyła srebrny medal na Mistrzostwach Świata, rozgrywanych w Niemczech. W 2004 roku zakończyła karierę reprezentacyjną. Powróciła do niej w 2007 roku, kiedy do szerokiej kadry na Puchar Świata, powołała ją trenerka USA, Jenny Lang Ping. W reprezentacji Stanów Zjednoczonych w latach 1999–2012 wystąpiła 300 razy.
Największy sukces z reprezentacją odniosła w 2008 roku, zdobywając wicemistrzostwo Olimpijskie.

## Życie prywatne
W 2012 na łamach włoskiego pallavoliamo.it przyznała, że jest lesbijką.

## Sukcesy klubowe
Puchar CEV:
- 2002
- 2005

Mistrzostwo Hiszpanii:
- 2006

Mistrzostwo Brazylii:
- 2011, 2012

## Sukcesy reprezentacyjne
Igrzyska Panamerykańskie:
- 1999

Mistrzostwa Ameryki Północnej, Środkowej i Karaibów:
- 2001, 2003
- 1999

World Grand Prix:
- 2001, 2010
- 2003, 2004

Mistrzostwa Świata:
- 2002

Puchar Panamerykański:
- 2003, 2012
- 2010

Puchar Świata:
- 2003, 2007

Volley Masters Montreux:
- 2004

Igrzyska Olimpijskie:
- 2008

## Nagrody indywidualne
- 2000: Najlepsza przyjmująca World Grand Prix
- 2001: Najlepsza broniąca World Grand Prix
- 2001: Najlepsza przyjmująca Mistrzostw Ameryki Północnej, Środkowej i Karaibów
- 2001: Najlepsza broniąca Pucharu Wielkich Mistrzyń
- 2004: Najlepsza broniąca Igrzysk Olimpijskich
- 2010: Najlepsza libero i broniąca Mistrzostw Świata